# Julius Beresford
Pour les articles homonymes, voir Beresford.
Julius Beresford également surnommé « Berry » or « The Old Berry » (° 29 juin 1868 - † 29 septembre 1959), est un rameur britannique.
Il est le père de Jack Beresford, qui, avec 5 médailles olympiques (trois d'or et deux d'argent) obtenues lors de cinq Jeux consécutifs (de 1920 à 1936) est le 2e rameur le plus titré de l'histoire des Jeux olympiques derrière son compatriote Steve Redgrave.

## Biographie
Immigré polonais, Julius Wisniewski anglicise son nom en Beresford. Il crée une entreprise d'ameublement Beresford & Hicks, fournisseur notamment du palais de Buckingham, ce qui contribue à sa renommée.
Sur le plan sportif, il est chef de nage du quatre barré du Thames Rowing Club qui remporte la médaille d'argent aux Jeux olympiques de Stockholm en 1912.
À la régate royale de Henley, il gagne la Stewards' Challenge Cup (en) en 1909 et 1911, et la Silver Goblets & Nickalls' Challenge Cup (en) en 1911.
Au titre d'entraîneur du Thames Rowing Club, ses plus beaux succès sont ceux obtenus en 1927 quand le club remporte quatre courses à la régate royale de Henley et, en 1928 lorsqu'il renouvelle cet exploit.
En dépit de points de vue semblables relatifs à la technique, Beresford et Steve Fairbairn (en) se sont affrontés et une dispute entre les deux est la cause sous-jacente du départ de Fairbairn au London Rowing Club.

## Palmarès

### Jeux olympiques d'été
- Jeux olympiques d'été de 1912 à Stockholm  Suède
  -  médaille d'argent en quatre barré

## Sources et références
- Henri Charpentier, Euloge Boissonnade : 100 ans de Jeux olympiques : Athènes 1896-Atlanta 1996, éditions France Empire, 1996, p. 178 & 180,  (ISBN 2-7048-0792-2)

- (en) Cet article est partiellement ou en totalité issu de l’article de Wikipédia en anglais intitulé « Julius Beresford » (voir la liste des auteurs).